# Dioctria nigribarba
Dioctria nigribarba är en tvåvingeart som beskrevs av Friedrich Hermann Loew 1871. Dioctria nigribarba ingår i släktet Dioctria och familjen rovflugor. Inga underarter finns listade i Catalogue of Life.